# Música generativa
La música generativa és un terme popularitzat per Brian Eno per descriure música que és sempre canviant, i que és creada per un sistema.

## Fons històric
El 1995, mentre treballava amb el programari Koan de SSEYO (construït per Tim Cole i Pete Cole que posteriorment el van convertir en Noatikl i després en Wotja), Brian Eno va utilitzar el terme "música generativa" per descriure qualsevol música que sigui sempre diferent i canviant, creada per un sistema. El terme s'ha utilitzat per referir-se a una àmplia gamma de música, des de mescles de música completament aleatòries creades per la reproducció simultània de CD múltiples, fins a la composició en viu basada en regles d'ordinador.
Koan va ser el primer sistema de generació de música en temps real de SSEYO, desenvolupat per a la plataforma Windows. Els treballs sobre Koan es van iniciar el 1990 i el programari es va publicar per primera vegada el 1994. El 1995 Brian Eno va començar a treballar amb el programari Koan Pro de SSEYO, treball que va conduir a la publicació del seu títol "Generative Music 1 amb SSEYO Koan Software" al 1996.
El 2007 SSEYO va evolucionar Koan en Intermorphic Noatikl, i finalment a Wotja; Wotja X va ser llançat al 2018 per iOS, macOS, Windows i Android.
Eno relació primerenca amb SSEYO Koan i Intermorphic co-fundador Tim Cole va ser capturat i publicat en el seu 1995 diari Un Any amb Swollen Apèndixs.

## Software
Molts programes de programari han estat escrits per crear música generativa.

### Altres
Els programes d'altres fonts inclouen el següent:
- FractMus, desenvolupat per Gustavo Díaz-Jerez és un algoritme generador de música en temps real.
- Nodal (2007 – actualitat), un sistema de composició generativa basat en gràfics per a la generació de seqüències MIDI en temps real (per a macOS i Windows)
- Bloom, desenvolupat el 2008 per Peter Chilvers juntament amb Brian Eno per a l'iPhone i l'iPod Touch.
- Jocs de música generatius moderns s’han considerat de caràcter generador.
- Programari de música generativa de Sergio Maltagliati

## Teoria
Hi ha quatre perspectives primàries en música generativa:

### Lingüístic/estructural
Música composta a partir de teories analítiques tan explícites que poden generar material estructuralment coherent (Loy i Abbott 1985; Cope 1991). Aquesta perspectiva té les seves arrels en les gramàtiques generatives del llenguatge (Chomsky, 1956) i la música (Lerdahl i Jackendoff, 1983), que generen material amb una estructura arborística recursiva.

### Interactiu/conductista
Música generada per un component del sistema que no té entrades musicals perceptibles. És a dir, "no transformacional". El programari Wotja d'Intermorphic i el programari Koan de SSEYO utilitzat per Brian Eno per crear Generative Music 1 són exemples d'aquest enfocament.

### Creatiu/processal
Música generada per processos que són dissenyats i/o iniciat pel compositor. Steve Reich a It's Gonna Rain i Terry Riley a In C son exemples d'aquest.

### Biològic/emergent
Música no determinista o música que no es pot repetir. Aquesta perspectiva prové del moviment artístic generatiu més ampli. Això gira al voltant de la idea que la música, o els sons, poden ser "generats" per un músic que "cultiva" paràmetres dins d'una ecologia, de manera que l'ecologia produeixi per sempre variacions diferents en funció dels paràmetres i algorismes utilitzats.
Un exemple d'aquesta tècnica és SymphOny de Joseph Nechvatal: una simfonia col·laborativa de música electrònica de soroll creada entre els anys 2006 i 2008 mitjançant un programari personalitzat de vida artificial basat en un model viral.

## Altres notes
- Brian Eno, que va encunyar el terme música generativa, ha utilitzat tècniques generatives en moltes de les seves obres, començant per Discreet Music (1975) fins a incloure (segons Sound on Sound, octubre de 2005) Another Day on Earth. Les seves obres, conferències i entrevistes sobre el tema han fet molt per promoure la música generativa a la comunitat musical avantguardista. Eno va utilitzar el sistema de música generativa Koan de SSEYO (creat per Pete Cole i Tim Cole d'Intermorphic), per crear el seu àlbum híbrid Generative Music 1 (publicat per SSEYO i Opal Arts l'abril de 1996), que és probablement el seu primer ús públic del terme de la música generativa
- La publicació de Lerdahl i Jackendoff descrivia una gramàtica generativa per a la música tonal homofònica, basada parcialment en un model schenkerià. Tot i que originalment estava destinat a l'anàlisi, Keiji Hirata i altres investigadors realitzen importants investigacions sobre l'automatització d'aquest procés en programari.
- A It's Gonna Rain, una obra primerenca del compositor contemporani Steve Reich, els cicles de cintes superposats de la frase parlada "it's gong rain" es reprodueixen a velocitats lleugerament diferents, generant diferents patrons a través de fases.
- Els membres de l'acte de música electrònica britànica Unit Delta Plus van intentar amb èxit una forma limitada de música generativa; Delia Derbyshire, Brian Hodgson i Peter Zinovieff, el 1968. No obstant això, el seu ús només es popularitzarà més endavant.